# 116
Aquesta pàgina és per a l'any. Per al nombre, vegeu cent setze.
El 116 (CXVI) fou un any de traspàs començat en dimarts del calendari julià.

## Esdeveniments
- Trajà conquereix les capitals partes[1]
- Tàcit escriu els seus Annals[2][a]